# Șamoa
Șamoa (latina rupicapra) este o culoare brun-gălbuie sau ocru-gălbuie asemănătoare culorii pielii caprei negre (Rupicapra rupicapra). Are mai multe nuanțe, inclusiv gălbuie. Cuvântul șamoa este preluat din franceză chamois = capră neagră. Termenul echivalent englez este chamoisee sau chamois (The yellowish-tan colour of a chamois leather = culoarea brun-gălbuie a pielii caprei negre). Părul caprei negre de pe spate și de pe laturile corpului este roșcat-cafeniu sau brun-gălbui în timpul verii; iarna devine negricios.

## Note

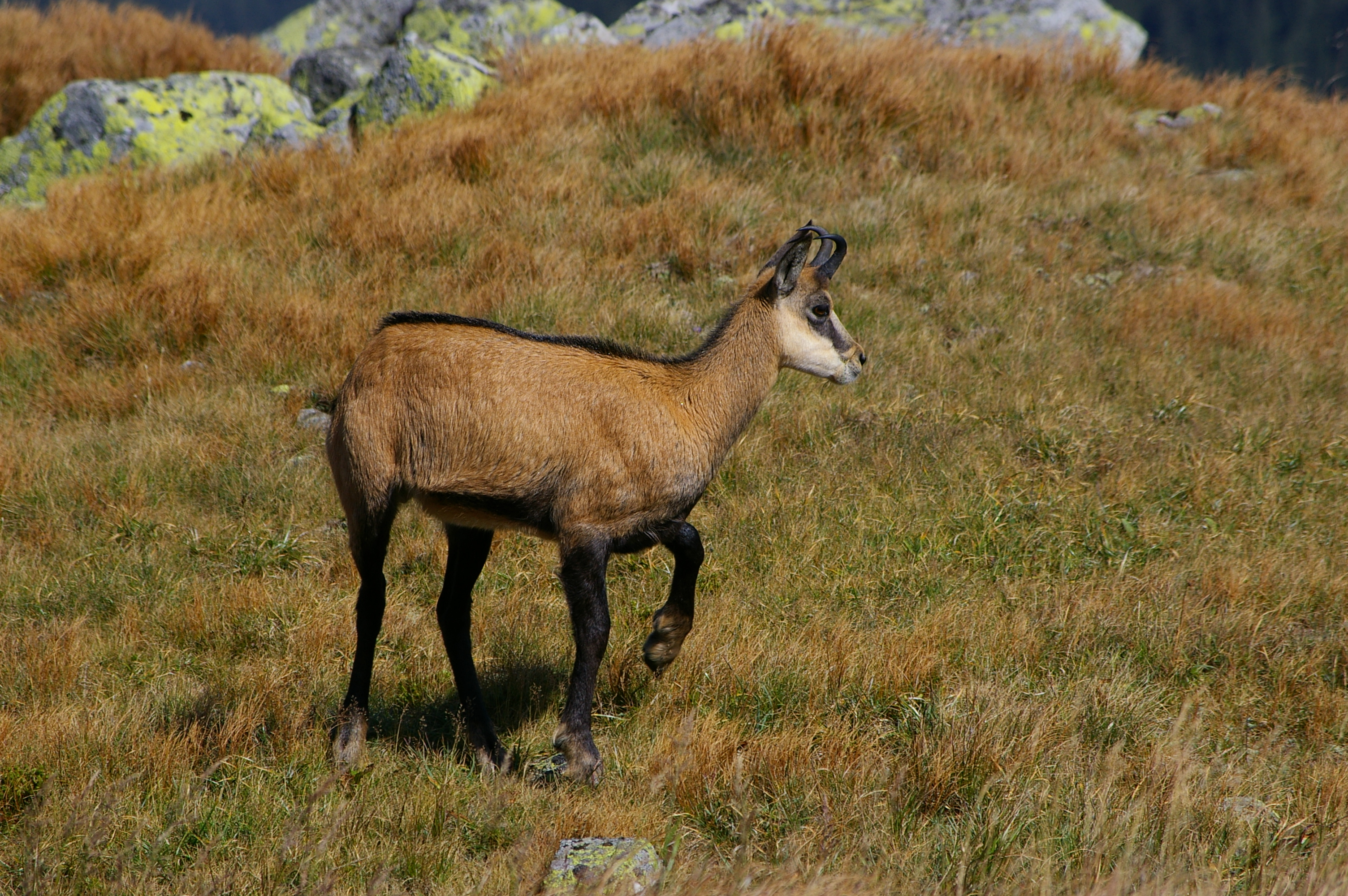
Culoarea şamoa a caprei negre (Rupicapra rupicapra)
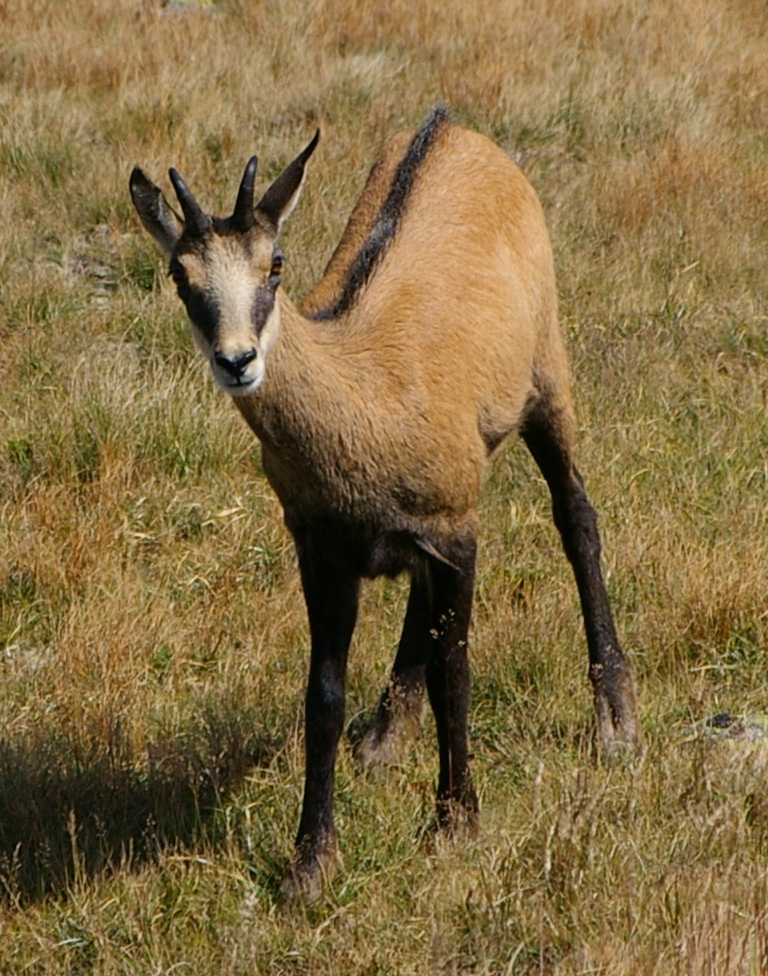
Capra neagră